# Křišťálová lebka (Hvězdná brána)
Křišťálová lebka je 21. epizoda 3. řady sci-fi seriálu Hvězdná brána.

## Děj epizody
SG-1 se vydají na planetu P7X-377, kde najdou Křišťálovou lebku, úplně stejnou, kterou našel Danielův dědeček Nicholas Ballard v roce 1971 v Belize ve střední Americe. Daniel se podívá lebce do očí, ta začne vytvářet velmi silnou radiaci. Teal'c střelí do pole které obklopilo Daniela, ale teď jej nikdo nevidí. SG-1 se vrátí na Zemi, bez Daniela, ten je v bezvědomí u podstavce s lebkou. Teal'c se později vrací pro lebku a Daniel s ním projde bránou na Zemi, ale ani tam ho nikdo nevidí. Tehdy, v roce 1971, Ballarda prý poslala lebka na jinou planetu, ale nikdo mu nevěří, protože Ballard je v blázinci. Jdou za ním, ale on chce, aby ho vzali tam, kde lebku našli. Večer na základně Daniel zjistí, že ho dědeček celou dobu vidí, ale myslí si, že je to halucinace. SG-1 se i s Ballardem vrací zpět na planetu a berou s sebou lebku. Musí dokončit proces, který Teal'c přerušil, když vystřelil na energetické pole obklopující Jacksona. Vrací lebku zpět na místo a Jackson se jí podívá do očí. Tentokrát zmizí všichni ostatní až na Teal'ca. V dimenzi, kde je zbytek SG-1 s Ballardem, se objeví bytost, která řekne: "Nepřítel mého nepřítele je můj přítel." Jackson si dá dohromady, že Teal'c nemůže být s nimi kvůli svému symbiontovi. Odpoví tedy, že oni jsou také nepřátelé Goa'uldů a žádá, zda by si nemohli vyměnit své znalosti. Bytost pozná Ballarda a chce aby zůstal. Ballard souhlasí a loučí se se všemi. Pak jim bytost řekne, ať se všichni podívají lebce do očí a jsou přeneseni zpět do své dimenze.